# Bosch: Legacy
Bosch: Legacy ist eine US-amerikanische Krimiserie von Amazon Studios, Hieronymus Pictures und Fabrik Entertainment. Sie wurde von Michael Connelly, Tom Bernardo und Eric Overmyer als Sequel der zwischen 2014 und 2021 produzierten Fernsehserie Bosch entwickelt und von 2022 bis 2025 in drei Staffeln bei der werbefinanzierten Video-on-Demand-Plattform Amazon Freevee veröffentlicht. Titus Welliver, Madison Lintz und Mimi Rogers führen hier ihre Rollen aus Bosch fort.

## Handlung
Nachdem sich Harry Bosch vom aktiven Dienst des Los Angeles Police Department zurückgezogen hat, arbeitet er nun als Privatdetektiv. Er arbeitet mit der Verteidigerin Honey „Money“ Chandler, seiner früheren Erzfeindin, zusammen. Unter anderem untersucht er den Geschäftsmann Carl Rogers, der einen Auftragsmörder auf Chandler angesetzt hat. Währenddessen absolviert Boschs Tochter Maddie eine Ausbildung beim LAPD an dessen früherer Hollywood Station. Der Milliardär Whitney Vance engagiert Bosch um diskret einer privaten Angelegenheit nachzugehen. Da Bosch nach wie vor auf altmodische Ermittlermethoden setzt, ist ihm das Technik-Genie „Mo“ sehr hilfreich.

## Produktion und Veröffentlichung
Das Spin-off basiert auf dem 19. Roman aus der Harry-Bosch-Reihe von Krimiautor Michael Connelly; Die Verlorene (im Original The Wrong Side of Goodbye).
Im März 2021 wurde bekannt, dass IMDb TV ein Spin-off von Bosch plant, in dem Welliver, Rogers und Lintz ihre Rollen fortsetzen. Im November 2021 gaben Welliver und Connelly bekannt, dass die Dreharbeiten zur ersten Staffel abgeschlossen seien. Noch vor dem US-Start der Serie wurde bereits eine zweite Staffel bestellt. Am 6. Mai 2022 wurde die Serie in den USA bei Amazon Freevee veröffentlicht. In Deutschland war die Veröffentlichung am 31. Juli 2022 ebenfalls bei Amazon Freevee. Am 10. August 2022 wurde bekannt, dass Max Martini als wiederkehrende Hauptrolle zur zweiten Staffel dazustößt.
In der achten Folge der ersten Staffel stellt Titus Wellivers ältester Sohn Eamonn in einer Rückblende den jüngeren Bosch dar. Gastauftritte in ihren Rollen aus Bosch haben Gregory Scott Cummins als Crate, Troy Evans als Barrel, Jamie Hector als Jerry Edgar und Scott Klace setzt seine Rolle als Sgt. John „Mank“ Mankiewicz am Empfangsschalter in der Hollywood Station fort und hat dort ein Auge auf Maddie.
Am 1. Mai 2023 wurde bekannt, dass die zweite Staffel im Herbst 2023 starten soll und es wurde vorzeitig die Verlängerung um eine dritte Staffel bekanntgegeben. Im September 2024 wurde mitgeteilt, dass die Serie mit der dritten Staffel, die im März 2025 auf Amazon Prime Video veröffentlicht wurde, beendet ist.

## Besetzung und Synchronisation
Die deutschsprachige Synchronisation entsteht unter der Dialogregie von Martin Brücker und den Dialogbüchern von eben diesen sowie Rebecca Molinari und Andrea Mayer bei der Synchronfirma DMT Digital Media Technologie in Hamburg.
| Rolle                           | Schauspieler      | Hauptrolle | Nebenrolle | Synchronsprecher  |
| ------------------------------- | ----------------- | ---------- | ---------- | ----------------- |
| Hieronymus „Harry“ Bosch        | Titus Welliver    | 1–         |            | Matthias Klie     |
| Maddie Bosch                    | Madison Lintz     | 1–         |            | Paulina Rümmelein |
| Honey „Money“ Chandler          | Mimi Rogers       | 1–         |            | Marina Köhler     |
| Maurice „Mo“ Bassi              | Stephen Chang     | 1–         |            | Daniel Welbat     |
| Carl Rogers                     | Michael Rose      |            | 1–         | Bernd Egger       |
| John Creighton                  | Phil Morris       |            | 1–         |                   |
| Whitney Vance                   | William Devane    |            | 1–         | Achim Schülke     |
| David Sloan                     | Steven Flynn      |            | 1–         |                   |
| Officer Reyna Vasquez           | Denise G. Sanchez |            | 1–         | Lo Rivera         |
| Lt I Don Thorne                 | Mark Rolston      |            | 1–         | Wolf Frass        |
| Det. Santiago „Jimmy“ Robertson | Paul Calderón     |            | 3          | Robin Brosch      |

## Episodenliste

### Staffel 1
| Nr. (ges.) | Nr. (St.) | Deutscher Titel                   | Originaltitel                | Erstveröffentlichung USA | Deutschsprachige Erstveröffentlichung (D) | Regie               | Drehbuch                          |
| ---------- | --------- | --------------------------------- | ---------------------------- | ------------------------ | ----------------------------------------- | ------------------- | --------------------------------- |
| 1          | 1         | Das Vermächtnis des Whitney Vance | The Wrong Side of Goodbye    | 6. Mai 2022              | 31. Juli 2022                             | Zetna Fuentes       | Michael Connelly & Eric Overmyer  |
| 2          | 2         | Die Suche nach der Wahrheit       | Pumped                       | 6. Mai 2022              | 31. Juli 2022                             | Patrick Cady        | Tom Bernado                       |
| 3          | 3         | Hoch und heilig                   | Message in a Bottle          | 6. Mai 2022              | 31. Juli 2022                             | Alex Zakrzewski     | Naomi Iizuka                      |
| 4          | 4         | Nah dran                          | Horseshoes and Hand Grenades | 6. Mai 2022              | 31. Juli 2022                             | Patrick Cady        | Barbara Curry                     |
| 5          | 5         | Plan B                            | Plan B                       | 13. Mai 2022             | 31. Juli 2022                             | Alex Zakrzewski     | Chris Wu                          |
| 6          | 6         | Beweiskette                       | Chain of Authenticity        | 13. Mai 2022             | 31. Juli 2022                             | Sharat Raju         | Tom Bernardo, Eric Overmyer       |
| 7          | 7         | Tödliche Verfolgungsjagd          | One Of Your Own              | 20. Mai 2022             | 31. Juli 2022                             | Hagar Ben-Asher     | Naomi Iizuka & Benjamin Pitts     |
| 8          | 8         | Blutlinie                         | Bloodline                    | 20. Mai 2022             | 31. Juli 2022                             | Ernest R. Dickerson | Osokwe Vasquez                    |
| 9          | 9         | Luchador                          | Cat Got a Name?              | 27. Mai 2022             | 31. Juli 2022                             | Kate Woods          | Eric Overmyer                     |
| 10         | 10        | Katz und Maus                     | Always/All Ways              | 27. Mai 2022             | 31. Juli 2022                             | Adam Davidson       | Michael Connelly & Titus Welliver |

### Staffel 2
| Nr. (ges.) | Nr. (St.) | Deutscher Titel      | Originaltitel                  | Erstveröffentlichung USA | Deutschsprachige Erstveröffentlichung (D) | Regie               | Drehbuch                            |
| ---------- | --------- | -------------------- | ------------------------------ | ------------------------ | ----------------------------------------- | ------------------- | ----------------------------------- |
| 11         | 1         | Wo ist Maddie?       | The Lady Vanishes              | 20. Okt. 2023            | 20. Okt. 2023                             | Sharat Raju         | Tom Bernardo                        |
| 12         | 2         | Lebendig begraben    | Zzyzx                          | 20. Okt. 2023            | 20. Okt. 2023                             | Sharat Raju         | Chris Downey                        |
| 13         | 3         | Insider              | Inside Man                     | 20. Okt. 2023            | 20. Okt. 2023                             | Patrick Cady        | Naomi Iizuka                        |
| 14         | 4         | Musso & Frank        | Musso & Frank                  | 20. Okt. 2023            | 20. Okt. 2023                             | Tawnia McKiernan    | Osokwe Vasquez                      |
| 15         | 5         | Einsatz in Hollywood | Hollywood Forever              | 26. Okt. 2023            | 26. Okt. 2023                             | Leslie Libman       | Chris Wu                            |
| 16         | 6         | Killerduo            | Dos Matadores                  | 26. Okt. 2023            | 26. Okt. 2023                             | Alex Zakrzewski     | Emily Ragsdale                      |
| 17         | 7         | Die 2 ist verhext    | I Miss Vin Scully              | 2. Nov. 2023             | 2. Nov. 2023                              | Haifaa Al Mansour   | Benjamin Pitts                      |
| 18         | 8         | 32 Grad in Belize    | Seventy-Four Degrees in Belize | 2. Nov. 2023             | 2. Nov. 2023                              | Logan Kibens        | Kevin Connaghan & Valerie Wakefield |
| 19         | 9         | Fluchtplan           | Escape Plan                    | 9. Nov. 2023             | 9. Nov. 2023                              | Ernest R. Dickerson | Michael Connelly & Titus Welliver   |
| 20         | 10        | Einen Schritt voraus | A Step Ahead                   | 9. Nov. 2023             | 9. Nov. 2023                              | Patrick Cady        | Tom Bernardo & Eric Overmyer        |

### Staffel 3
| Nr. (ges.) | Nr. (St.) | Deutscher Titel                      | Originaltitel             | Erstveröffentlichung USA | Deutschsprachige Erstveröffentlichung (D) | Regie               | Drehbuch                         |
| ---------- | --------- | ------------------------------------ | ------------------------- | ------------------------ | ----------------------------------------- | ------------------- | -------------------------------- |
| 21         | 1         | Es kommt, wie es kommt               | Goes Where it Goes        | 27. März 2025            | 27. März 2025                             | Sharat Raju         | Eric Overmyer                    |
| 22         | 2         | Mit den eigenen Waffen               | Bosching Bosch            | 27. März 2025            | 27. März 2025                             | Sharat Raju         | Tom Bernardo & Kyle Long         |
| 23         | 3         | Die verschwundene Familie            | Blankie                   | 27. März 2025            | 27. März 2025                             | Tawnia McKiernan    | Brian Anthony & Emily Ragsdale   |
| 24         | 4         | Fluchtversuch                        | Whippoorwills             | 27. März 2025            | 27. März 2025                             | Alex Zakrzewski     | Alexa Junge                      |
| 25         | 5         | Das Grab in der Wildnis              | F***ing Politics          | 3. Apr. 2025             | 3. Apr. 2025                              | Ernest Dickerson    | Kyle Long                        |
| 26         | 6         | Unstimmigkeiten                      | Broken Order              | 3. Apr. 2025             | 3. Apr. 2025                              | Adam Davidson       | Brian Anthony                    |
| 27         | 7         | Willkommen auf der anderen Seite     | Welcome to the Other Side | 10. Apr. 2025            | 10. Apr. 2025                             | Katrelle N. Kindred | Emily Ragsdale                   |
| 28         | 8         | Der Papst                            | La Zone Rosa              | 10. Apr. 2025            | 10. Apr. 2025                             | Patrick Cady        | Kevin Connaghan & Janet Thielke  |
| 29         | 9         | Abrechnung                           | Badlands                  | 17. Apr. 2025            | 17. Apr. 2025                             | Adam Davidson       | Tom Bernardo                     |
| 30         | 10        | Die ungelösten Fälle des Harry Bosch | Dig Down                  | 17. Apr. 2025            | 17. Apr. 2025                             | Jet Wilkinson       | Michael Connelly & Mitzi Roberts |

## Rezeption
Bei Quotenmeter.de wird Bosch: Legacy als direkte Fortsetzung der Ursprungsserie gesehen. Es werde lediglich die Auftrittsdauer wegen der Abgänge eines großen Teils der alten Besetzung anders auf die verbliebenen Darsteller verteilt. Inhaltlich würde dagegen wenig geändert und die Rolle Bosch sei weiterhin derselbe Ermittler, den man aus den 7 vorgegangenen Staffeln kenne. Letztendlich bleibe die Serie im Kern beständig und finde einen Mittelweg, der die Zuschauer dabei bleiben lasse.
Auch bei fernsehserien.de heißt es, dass die neue Serie dem Konzept und Stil des Originals treu bleibe und dem Zuschauer eher als weitere Staffel Bosch erscheine.
Mike Hale schreibt für die New York Times in einer Rezension, dass es mit Bosch: Legacy mehr von der gleichen (guten) Sache gebe. Das gemächliche Tempo, die geschickt ineinandergreifenden Handlungsstränge und natürlich Welliver, der die Rolle Bosch zu einer der unvergesslichsten Fernsehfiguren des letzten Jahrzehnts gemacht hat, blieben weiterhin bestehen. Natürlich fehlten einige bunte, populäre Figuren des alten Casts, aber der ein oder andere sei weiterhin in Gastauftritten dabei. Im Mittelpunkt des Geschehens ständen nun Welliver, Lintz und Rogers. Dazu komme Stephen A. Chang in der Rolle des Mo als charmanter Technikfreak, der nun geradezu die Rolle als Boschs neuer Partner einnehme. Zu den Handlungssträngen gehöre Boschs Suche nach einem möglichen Erben eines Milliardärs, Chandlers Ärger mit dem korrupten Geschäftsmann, der versuchte, sie in Bosch töten zu lassen, und ihrer Verteidigung eines Obdachlosen, der beschuldigt werde, einen Arzt getötet zu haben, und Boschs Haus, das nach einem Erdbeben wortwörtlich in der Schwebe hänge. Diese Handlungsstränge verbänden sich oft und würden plausibel gelöst.